# Riethnordhausen (Thuringe)
Pour les articles homonymes, voir Riethnordhausen.
Riethnordhausen est une commune allemande de Thuringe, située dans l'arrondissement de Sömmerda. Le village appartient à la communauté d'administration de Straußfurt.

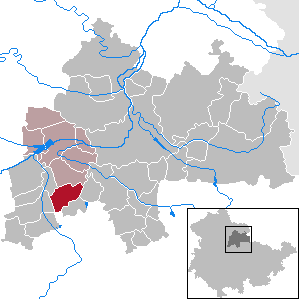
Situation de Riethnordhausen(en rouge) dans l'arrondissement de Sömmerda